# Peter Kocher
| 129342 Ependes     | 5 noiembrie 2005  |
| 145562 Zurbriggen  | 24 iulie 2006     |
| 157640 Baumeler    | 1 decembrie 2006  |
| 159351 Leonpascal  | 10 martie 2007    |
| 164585 Oenomaos    | 13 iulie 2007     |
| 164586 Arlette     | 14 iulie 2007     |
| 175476 Macheret    | 4 septembrie 2006 |
| 207385 Maxou       | 4 septembrie 2005 |
| 218998 Navi        | 3 mai 2008        |
| 221908 Agastrophus | 21 august 2008    |
| 242648 Fribourg    | 13 iulie 2005     |
| 294295 Brodardmarc | 1 noiembrie 2007  |

Peter Kocher (n. 23 iunie 1939 – d. 16 martie 2025) a fost un astronom amator elvețian.
Minor Planet Center, diviziune a Uniunii Astronomice Internaționale, îl acreditează cu descoperirea unui număr de șaizeci și opt de asteroizi, între 2005 și 2009.

## Biografie
După  studiile pe care le-a făcut la Facultatea de Științe a Universității din Fribourg, unde a obținut o licență în 4 specialități, în 1970, Peter Kocher a predat la Colegiul Sfânta-Cruce din Fribourg, până în anul 2004, dezvoltându-și pasiunea pentru astronomie de-alungul întregii sale cariere de profesor. După mărirea Observatorului de la Ependes, s-a inițiat în astrometria planetelor pitice și s-a specializat, începând cu 2005, în cercetarea asteroizilor. Până în 2013  descoperise nu mai puțin de 291 de noi asteroizi, dintre care 71 certificați, iar 11 denumiți. În 24 mai 2012, un asteroid descoperit de el, la 13 iulie 2005, a primit numele 242648 Fribourg, în onoarea orașului și cantonului Fribourg.

### Doctor honoris causa
În 2013 Facultatea de Științe a Universității din Fribourg i-a decernat titlul de Doctor onoris causa, pentru întreaga sa activitate de astronom amator.